# Piflorit
El Piflorit és una muntanya de 2.097,2 metres d'altitud que es troba a cavall dels termes municipals de Llavorsí i de Rialb, a la comarca del Pallars Sobirà, en el darrer cas dins de l'antic terme de Surp.
Està situat a l'extrem oest del Serrat de Matanegra, a ponent del Tossal de Fontfreda i al damunt i nord-est de la Mata Negra de Surp.